# Bartomeu Gual

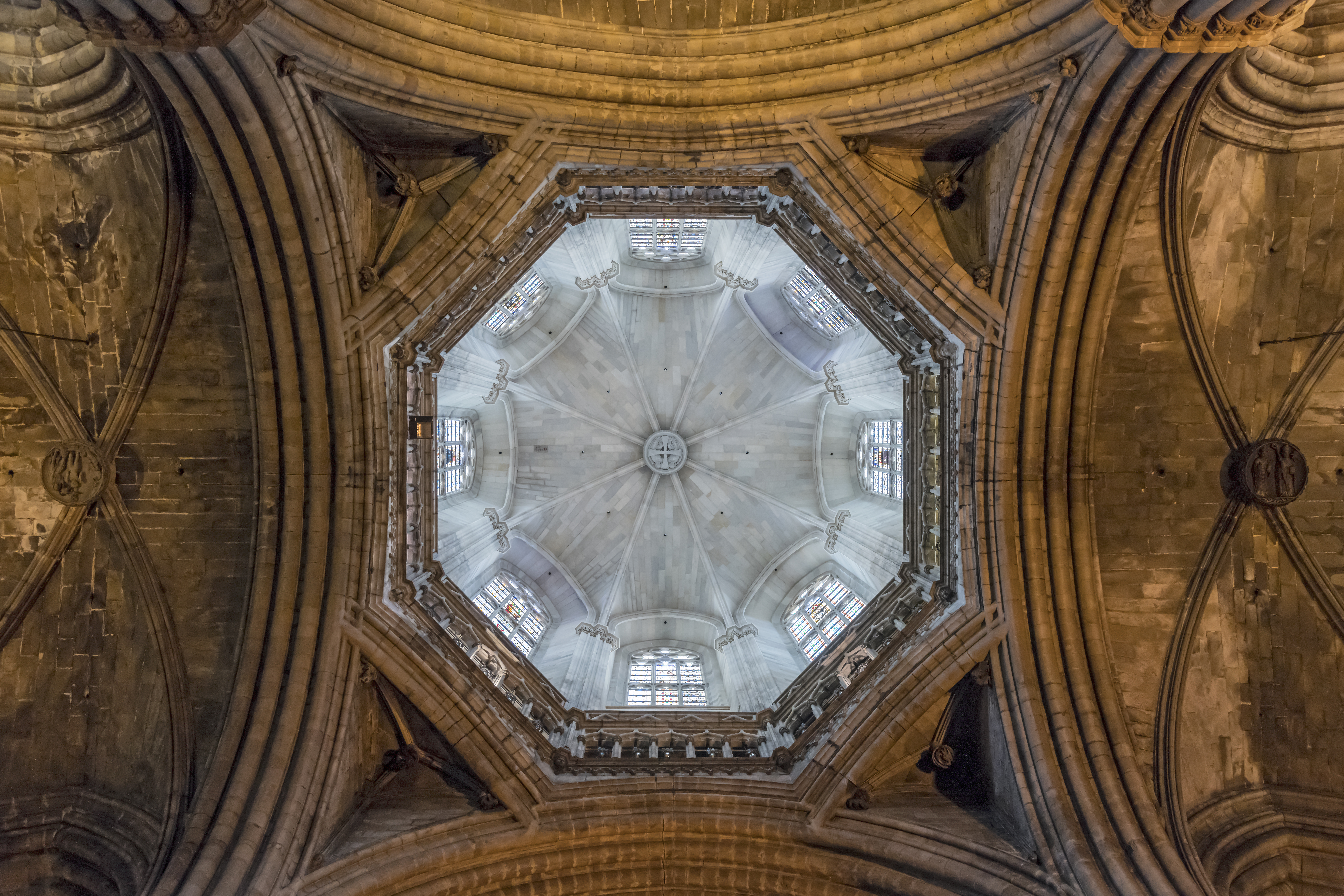
Cimbori de la Catedral de Barcelona.

Bartomeu Gual fou un arquitecte català del segle xv.
Substitut d'Arnau Bargués, exercí com a mestre major de les d'obres de la catedral de Barcelona des de l'any 1412 fins al 1441, quan el va succeir Andreu Escuder.

En aquesta catedral va realitzar treballs al claustre i al sector dels peus de l'edifici. Aquí hi destaca la gran obra realitzada a l'arrancament del cimbori, element que no es va concloure fins al segle xx. Quan va haver de construir-lo, segons explica Carreras Candi, va viatjar a València,
| « | per anar a veure lo simbori | » |

per tal d'estudiar i prendre nota del que s'havia construït a la seva catedral.
Va participar en la gran consulta realitzada l'any 1416 per a la prossecució de la nau de la catedral de Girona, i aquí va ser un dels arquitectes que es van decantar per a seguir les obres amb tres naus.
També va ser el responsable de construir un moll a Guardamar (a l'actual Hospitalet de l'Infant), amb elements de càrrega i descàrrega i fortificacions, després que la ciutat de Barcelona comprés la baronia de Flix amb la intenció que el blat d'Aragó no passés per Tortosa.